# Uraecha chinensis
Uraecha chinensis es una especie de escarabajo longicornio del género Uraecha, tribu Monochamini, subfamilia Lamiinae. Fue descrita científicamente por Breuning en 1935.

## Descripción
Mide 14 milímetros de longitud.

## Distribución
Se distribuye por China.